# Mayna odorata
Espèce
Classification APG III (2009)
Synonymes
- Alicastrum echinocarpum (Poepp. & Endl.) Kuntze
- Brosimum echinocarpum Poepp. & Endl.
- Carpotroche denticulata (Benth.) Benth. ex Walp.
- Carpotroche odorata Endl. ex Klotzsch in Schom.
- Carpotroche subintegra Standl.
- Dendrostylis apeibaefolia H. Karst. & Triana
- Dendrostylis denticulata (Benth.) Triana & Planch.
- Dendrostylis echinata Benth. ex Eichler
- Dendrostylis echinata Benth.
- Dendrostylis microphylla Karsten & Triana
- Dendrostylis odorata (Aubl.) Eichler
- Mayna apeibaefolia (H. Karst. & Triana) Warburg in Engler & Prantl
- Mayna denticulata Benth.
- Mayna echinata Spruce ex Benth.
- Mayna glomerata Killip & R.E. Schult.
- Mayna longicuspis (Standl.) Standl.
- Mayna microphylla (Karsten & Triana) Warburg in Engl. & Prantl
- Sloanea longicuspis Standl.[2]

Mayna odorata est une espèce de plantes à fleurs de la famille des Achariaceae (anciennement Flacourtiaceae). C'est est un petit arbre néotropical et c'est l'espèce type du genre Mayna.
Il est connu en Guyane sous les noms de Ka'akɨ, Ka'asili (Wayãpi).

## Description
Mayna odorata est un arbuste ou petit arbre, atteignant 6 m de haut. Les rameaux sont brunâtres pubescents à hirsutes. Les stipules sont subulées, longs d'environ 2 mm, subpersistantes. Les pétioles sont pubescents à hirsutes, longs de 1 à 2 cm, légèrement renflés distalement. Les feuilles membraneuses-chartacées, sont non ponctuées, glabrescentes dessus, à l'exception de la nervure médiane et des nervures secondaires un peu hirsutes, pileux dessous, plus denses sur les nervures, obovale à obovale-oblong, longues 12-25 cm pour 3,5-6,5 cm de large, acuminée, à base atténuée, à marge entière ou denticulée à assez grossièrement sinuée-dentée, et avec 7-9 paires de nervures secondaires. Les inflorescences sont axillaires, fasciculées, à 2-5 fleurs, pubescentes, avec des pédicelles longs de 2-4(-7) mm (jusqu'à 12 mm pour la fleurs femelles). Les 3 sépales sont ovales-orbiculaires, et mesurent 5,7 mm de diamètre. Les 7-9 pétales sont blancs, glabres, obovales et mesurent 8-9(-13) mm de long pour 5-7(-10) mm de large. Les fleurs mâles portent (20-)30 étamines, comportant un filet long de 3-6 mm, comme l'anthère, strigilleux. Les fleurs femelles ont un ovaire ovoïde, court-tomenteux, muriculé. On compte 2 ou 3  styles, fourchus et des stigmates lacérés. Le fruit, porté par un pédicelle long de 1 cm, est orange pâle, légèrement pubescent, avec des soies longues de 4-10 mm finalement caduques, de forme globuleuse, mesurant 1,5-2(-3) cm de diamètre. Les fruits contiennent 4-8 graines, rouges à orange mesurant jusqu'à 1 cm de long.
Son pollen a été documenté

## Répartition
On rencontre Mayna odorata du Honduras à la Colombie, et du Venezuela au Brésil (Amazonas, Pará, Amapá, Acre) en passant par les Guyanes, l'Équateur, le Pérou et la Bolivie.

## Écologie
Mayna odorata est une espèce pionnière zoochore par les mammifères, dont les graines pèsent 0,223 g,.
Les fruits de Mayna odorata sont consommés par le singe écureuil Saimiri cassiquiarensis albigena en Colombie.

## Utilisation
Chez les Wayãpi de Guyane, la décoction ou le macérat d'écorce et de feuilles de Mayna odorata sont bus, de même que ses feuilles brûlées, réduites en cendres sont consommées, comme antidiarrhéique
En Amazonie équatorienne, les Quechua emploient Mayna odorata pour soigner la diarrhée (décoction des graines et des racines), les boutons de fièvre, et comme tonique pour les chiens.
Mayna odorata a été identifiée pour ses propriétés contre la lèpre par les populations amérindiennes de l'Amazonas au XIXe siècle.

## Protologue
En 1775, le botaniste Aublet propose le protologue suivant : 
« MAYNA odorata. (Tabula 352.) 

Frutex caules plures, ſimplices, ſexpedales, fragiles, è radice emittens. Folia alterna, ovato oblonga, longè acuminata, undulata, glabra, integerrima, petiolata. Stipulæ binæ, oppoſita, ad baſim petiolorum, deciduæ. Flores axillares, congeſti, brevi peduncular ſuffulti, odoris grati. 
Florebat Decembri. 

Habitat Caïennæ propè hortum prædii Loyola. »

« LA MAYNE odorante. (PLANCHE 352.).
Cet arbrisseau pouſſe de ſa racine pluſieurs tiges droites, ſimples, flexibles, caſſantes, d'environ ſix pieds de hauteur. Ses feuilles ſont alternes, longues de dix pouces, ſur environ trois de largeur, terminées par une longue pointe. Elles ſont d'un beau vert, liſſes, fermés, légèrement ondées a leurs bords, & ont des nervures très apparentes en deſſous. La côte d'où elles partent, eſt ſaillante. Leur pédicule eſt long d'environ un demi-pouce, & renflé à la baſe de la feuille ; il eſt garni à ſa naiſſance de deux petites stipules qui tombent. 
Les fleurs naiſſent pluſieurs enſemble aux aiſſelles des feuilles, dans toute la longueur des tiges, même dans les endroits ou les feuilles ſont tombées. Chaque fleur eſt portée ſur un petit pédoncule. 
Le calice eſt diviſé en trois lobes arrondis, blancs, intérieurement concaves. 
La corolle à huit pétales blancs, arrondis, dont l’onglet eſt appliqué contre les étamines. Cette fleur en s'épanouiſſant forme une petite roſe. 
Les Étamines ſont au nombre de trente, le plus ſouvent de vingt-huit, ramaſſées les unes ſur les autres, portées ſur un réceptacle conique, blanc. Les filets ſont courts, blancs & droits. Les anthères y ſont attachées par leurs baſes, Elles ſont longues, comme à quatre angles, marquées de quatre ſillons, dont deux plus profonds. elles s'ouvrent à leur extrémité ſupérieure qui eſt plus groſſe, & répandent une pouſſière jaune. après avoir détache toutes les étamines, je n'ai trouvé aucune apparence d'ovaire dans un grand nombre & fleurs, & ſur différents pieds, en différents temps. Je n'ai jamais pu découvrir l'individu qui porte les fleurs femelles, quelque recherche que j'en aie faite. 
Cet arbriſſeau eſt très agréable par la quantité de fleurs blanches dont il eſt couvert, & par l'odeur ſuave qu'elles répandent. 
Je l'ai trouvé dans l'île de Caïenne, le long de la route qui conduit au jardin de l'habitation de Loyola, dans le mois de Décembre. L'on a groſſi les parties de la fleur. »

— Fusée-Aublet, 1775.